# Leiden Centraal
Leiden Centraal – główny dworzec kolejowy w Lejdzie, w prowincji Holandia Południowa. Stacja została otwarta w 1842. Ma 3 perony.
| Leiden Centraal                                       |  |                         |
| Linia Amsterdam Centraal – Rotterdam Centraal (46 km) |  |                         |
| De Vinkodległość: 2 km                                |  | Warmond odległość: 4 km |
| Linia Weesp – Leiden Centraal                         |  |                         |
|                                                       |  | Sassenheim              |